# Åsa Domeij
Åsa Elisabeth Domeij, född 29 april 1962 i Örnsköldsvik, Västernorrlands län, är en svensk tidigare politiker (miljöpartist), agronom, riksdagsledamot (1988–1991 och 2002–2006), numera miljöchef på Axfood. Hon var ledamot i riksdagens miljö- och jordbruksutskott 1988–1990 samt dess vice ordförande 2002–2006.
Domeij blev "känd över en natt" när hon 1988 i en TV-debatt mot Bengt Westerberg med kort varsel ersatte språkröret Birger Schlaug som blivit sjuk. Hon förekom då som möjlig språkrörskandidat men detta blev inte aktuellt då eftersom hon efter valet 1988 blev en av miljöpartiets nytillträdda riksdagsledamöter, där partiets stadgar stipulerade att språkrören inte ska sitta i riksdagen. Hon beskrevs 2002 som partiets "inofficiella ledare" där hon då hade rollen som förste vice språkrör, men angav då att hon inte var beredd att bli språkrör såvida partiet inte övergav modellen med två språkrör.
Åren 1994–2002 var Domeij ordförande för miljö- och hälsoskyddsnämnden i Uppsala. Sedan mars 2008 är hon miljöchef på Axfood. Dessförinnan arbetade hon 2006–2008 på Sveriges lantbruksuniversitet (SLU).